# 8125 Tyndareus
8125 Tyndareus (5493 T-2) là một Trojan của Sao Mộc được phát hiện ngày 30 tháng 9 năm 1973 bởi Cornelis Johannes van Houten, Ingrid van Houten-Groeneveld và Tom Gehrels ở Đài thiên văn Palomar.